# Eta Indi
Eta Indi (η Indi, förkortat Eta  Ind, η Ind) som är stjärnans Bayerbeteckning, är en ensam stjärna belägen i den västra delen av stjärnbilden Indianen. Den har en skenbar magnitud på 4,52 och är synlig för blotta ögat där ljusföroreningar ej förekommer. Baserat på parallaxmätning inom Hipparcosuppdraget på ca 41,4 mas, beräknas den befinna sig på ett avstånd på ca 79 ljusår (ca 24 parsek) från solen. Den rör sig närmare solen med en radiell hastighet på -2 km/s. Eta Indi verkar vara medlem i Octanshopen, som är en grupp med 62 stjärnor som är omkring 30-50 miljoner år gamla och har en gemensam rörelse genom rymden.

## Egenskaper
Eta Indi är en blå till vit underjättestjärna av spektralklass A9 IV. Den har en massa som är ca 1,6 gånger större än solens massa, en radie som är ca 2,3 gånger större än solens och utsänder från dess fotosfär ca 7,6 gånger mera energi än solen vid en effektiv temperatur på ca 7 690 K.
År 2017 observerades Eta Indi vara en möjlig hybrid Delta Scuti/Gamma Doradus-variabel.